# Doomsday Clock
"Doomsday Clock" er en sang skrevet af Billy Corgan og af Smashing Pumpkins. Den åbner albummet Zeitgeist, der var bandets første i mere end syv år. 
Zeitgeist blev udgivet d. 6. juli 2007, men "Doomsday Clock" blev udgivet via iTunes allerede d. 19. juni, hvis man forudbestilte hele albummet. Derudover blev "Doomsday Clock" også udgivet på soundtracket til filmen Transformers, som ligeledes indeholder sange af bl.a. Linkin Park, Disturbed og Goo Goo Dolls. "Doomsday Clock" bliver spillet to gange i løbet af filmen – først som instrumental i selve filmen og derefter under rulleteksterne. 
Den amerikanske wrestlingorganisation Ring of Honor købte rettigheder til at bruge "Doomsday Clock" og valgte at bruge den som officiel temasang til pay-per-view-showet Undeniable. Undeniable blev filmet i oktober 2007 og udgivet på dvd i januar 2008. Både Billy Corgan og Jimmy Chamberlin er store wrestlingfans, og Corgan medvirkede i 2000 i en episode af den forhenværende wrestlingorganisation ECW's ugentlige tv-show. 
| Musik | Spire Denne musikartikel er en spire som bør udbygges. Du er velkommen til at hjælpe Wikipedia ved at udvide den. |